# Бари Голдвотер
Бари Морис Голдвотер (енгл. Barry Morris Goldwater; Финикс, Територија Аризона, 2. јануар 1909 — Парадајс Вали, 29. мај 1998) био је амерички предузетник и политичар, у пет наврата сенатор из Аризоне и кандидат Републиканске странке на председничким изборима 1964. Као добар говорник и харизматична особа током прве половине шездесетих година 20. века, Голдвотер је био познат као „господин конзервативац“.
Голдвотер је политичар коме се најчешће приписују заслуге за настајање америчког конзервативног политичког покрета током шездесетих година 20. века. Такође је имао значајан утицај на либертраријански покрет.
Голдвотер је одбацио тековине Њу дила. Окупио је велики број конзервативних гласача да би победио на независним републиканским примарним изборима. Ипак, Голдвотерова десничарска изборна платформа није успела да стекне подршку бирачког тела и он је игубио председничке изборе 1964. од тадашњег председника Линдона Џонсона са највећом разликом у историји, изгубивши гласове многих републиканаца. Џонсонова кампања и други критичари су га називали реакционаром, док су његове присталице називале борцем против Совјетског Савеза, синдиката и државе благостања. Његов пораз је омогућио Џонсону и демократама у Конгресу да усвоје Програме великог друштва. Пораз многих старијих републиканаца 1964. је омогућио мобилизацију млађе генерације америчких конзервативаца. Голдвотер је после 1964. био мање активан као национални вођа конзервативаца; његове присталице су почеле да подржавају Роналда Регана, који је 1967. постао гувернер Калифорније и 40. председник САД 1981.
Голдвотер се вратио у амерички Сенат 1967. и специјализивао се за одбрамбену политику, као искусан високи официр у резервном саставу ваздухопловних снага. Као стари члан Републиканске странке, Голдвотер је успешно саветовао Ричарда Никсон да поднесе оставку када су докази о заташкавању афере Вотергејт постали необориви и када је опозив био неминован. До осамдесетих година 20. века све већи утицај хришћанске деснице се толико сукобио са Голдвотеровим ставовима, тако да је он постао жестоки противник религиозне деснице у вези абортуса, права хомосексуалаца и улоге религије у јавном животу. Значај успех у његовој каријери је било усвајање Голдвотер-Николсоновог закона из 1986. који је реструктурирао више нивое Пентагона дајући већа овлашћења начелнику здруженог генералштаба.